# Abdullah Öcalan
Abdullah Öcalan (/ödžalan/, „krycí jméno“: Apo, zkratka jména Abdullah, ale také s významem v kurdštině: strýc; * 4. dubna 1948, Ömerli, Turecko) je vůdcem a bývalým předsedou PKK – Kurdské strany pracujících, kterou sám založil v roce 1978.
Roku 1999 byl Öcalan odsouzen v Turecku za vlastizradu, členství v teroristickém spolku, krádež, vraždu a bombové útoky k smrti. V roce 2002 byl tento rozsudek změněn na doživotní pobyt ve vězení. Ve věznici na ostrově İmralı byl do roku 2009 jediným vězněm.
Nadále je jeho osoba mezi Kurdy uctívána a za Öcalanovu svobodu se konají pravidelné demonstrace jak v Turecku, tak i v Evropě.
Z vězení vydal Öcalan několik knih, poslední v roce 2012.